# 埃斯庫多
埃斯庫多（葡萄牙語：escudo，澳門稱士姑度、东帝汶华人称厄斯科多）、斯库多（意大利语）及埃居（法語：écu），源自拉丁语词汇（意为盾）的同源货币单位。

## 历史

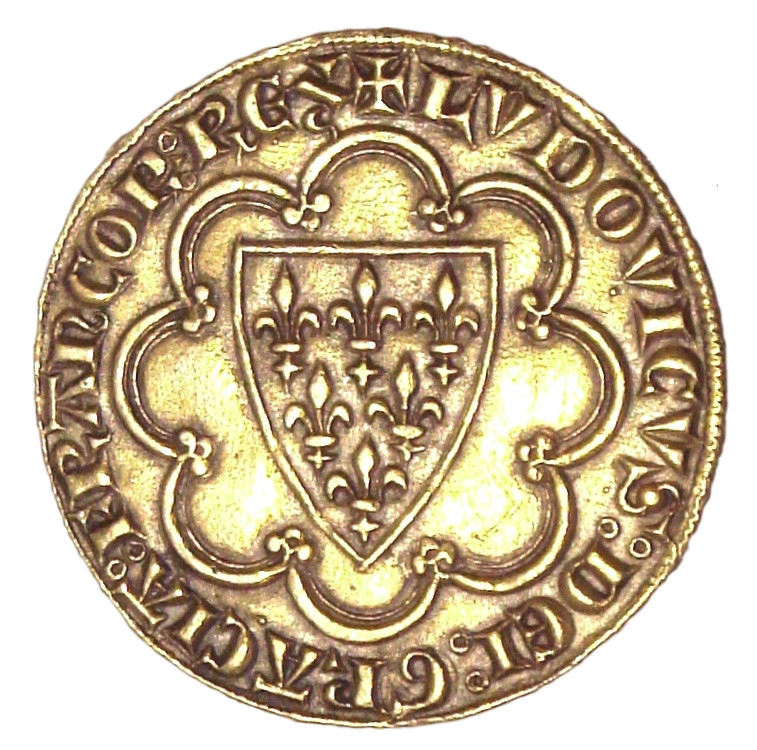
1266年的法国埃居

1263年开始，法国路易九世在全国推行货币改革，1266年开始发行命名为埃居（écu）的金币，每枚价值3个图尔里弗尔。